# Сосочек Бергмейстера

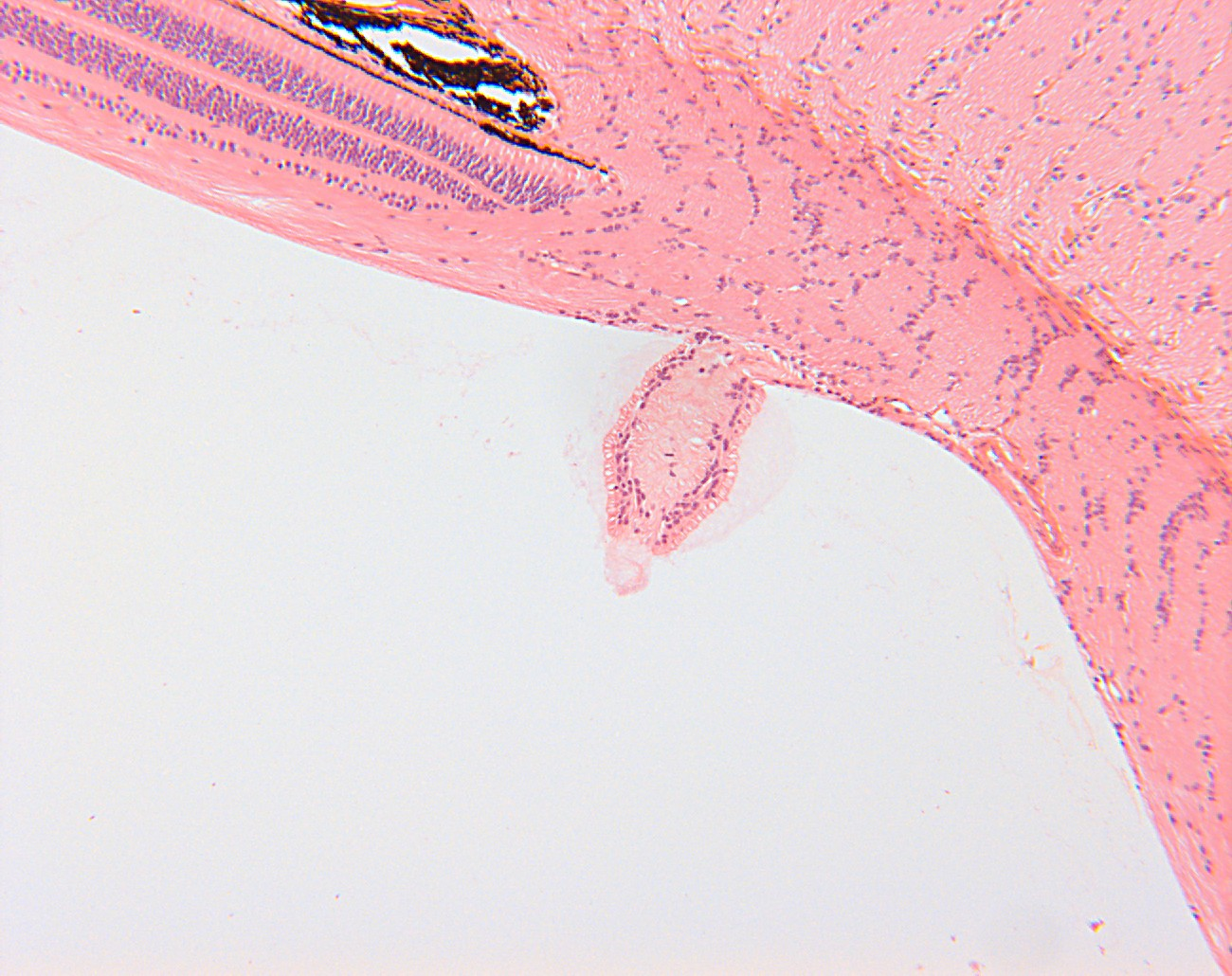
Сосочек Бергмейстера, гистологический срез в области диска зрительного нерва.

Сосочек Бергмейстера располагается у центра диска зрительного нерва, состоит из небольшого пучка фиброзной ткани и представляет собой остаток артерии стекловидного тела плода.
Артерия стекловидного тела (лат. A. hyaloidea) обеспечивает питание хрусталика во время развития плода и идет от диска зрительного нерва к хрусталику. Диск зрительного нерва покрыт чехлом из фиброзных клеток, называемый центральным поддерживающим тканевым мениском Кунта. Этот чехол образует фиброзную оболочку вокруг артерии в месте выхода из диска зрительного нерва. Ещё до рождения артерия стекловидного тела регрессирует и обычно полностью рассасывается к моменту открытия век. Сосочек Бергмейстера представляет собой остаток фиброзной оболочки артерии и часто наблюдается как случайная клиническая находка. Сосочек Бергмейстера назван в честь австрийского офтальмолога О. Бергмейстера (1845—1918).

## Примечание
1. ↑  Embryo Images Online (англ.). Архивировано из оригинала 18 июня 2004 года.
2. ↑  Samuelson DA (2007). Veterinary Ophthalmology 4th ed. Ames, Iowa: Blackwell Publishing. p132 ISBN 978-0-7817-6657-9